# 시노즈카번
시노즈카 번(일본어: 篠塚藩 시노즈카한[*])은 일본 에도 시대 중기 고즈케국 오라군 시노즈카 촌(현 군마현 오라군 오라정)에 있던 번이다. 번청은 시노즈카 진야이다.

## 번의 역사
엔쿄 4년(1747년) 7월, 무쓰국 고오리번주였던 마쓰다이라 다다쓰네가 무쓰국 다테군 등지에 있는 1만 2250석 정도의 소령을 고즈케국 내로 이전하면서, 오라군 시노즈카 촌에 진야를 짓고 시노즈카 번을 세웠다. 표면상의 영지 규모는 2만 석이었다. 이듬해인 엔쿄 5년(1748년) 7월, 다다쓰네는 우스이 군(碓氷郡) 내 등지로 소령을 이전하면서 이후 가미사토미번으로써 존속하게 되었다. 이에 따라 시노즈카 번은 성립 1년 만에 폐지되었다.

## 번주
- 마쓰다이라 다다쓰네(松平忠恒) 재위 1747년 ~ 1748년